# Elzo Pertuiset Lira
Elzo Pertuiset Lira (Santiago, 28 de mayo de 1907-Ibíd, 1983) fue un odontólogo y político chileno, que se desempeñó como ministro de Agricultura de su país, durante el segundo gobierno del presidente Carlos Ibáñez del Campo entre junio y noviembre de 1958.

## Familia y estudios
Nació en Santiago de Chile el 28 de mayo de 1907, hijo de Roberto Pertuiset y Elena Lira. Su hermano Julio, de profesión odontólogo, fue miembro del directorio del club de fútbol Green Cross. Realizó sus estudios primarios en el Instituto Nacional y los secundarios en el Internado Nacional Barros Arana. Continuó los superiores en la Escuela Dental de la Universidad de Chile, titulándose como cirujano dentista en agosto de 1931. Décadas después, efectuó un curso de perfeccionamiento en medicina.
Se casó con Violeta Chassin Trubert, con quien tuvo cuatro hijos: Roberto, Jacqueline, Paulette y Elzo.

## Carrera profesional
Comenzó a ejercer su profesión, como ayudante de cirugía de la Escuela Dental de la Universidad de Chile, y luego de la clínica del médico Italo Alessandrini Iturriaga.
Más adelante, se integró a la Dirección General de Sanidad, desempeñándose como jefe de la Sección de Inspecciones de Odontología y jefe de la Sección de Profesionales Médicas de la misma institución. Asimismo, trabajó como dentista en la Fuerza Aérea de Chile (FACh) y en el Servicio Dental de la Caja de Previsión de Empleados Particulares (Empart).
Entre otras actividades, mantuvo vínculo con instituciones y organismos deportivos, siendo dentista ad honorem de la Federación de Box —de cual fue árbitro—, miembro del Consejo Nacional de Deportes y consejero del Servicio Médico Nacional. Además, fue presidente del club de fútbol Green Coss en 1941.
Hacia 1944, fue enviado a Buenos Aires, Argentina para participar de dos congresos de box. A su regreso al país, fue partícipe como demostrador de cirugía del Congreso Odontológico en Santiago. En 1955, actuó como director ad honorem de la Dirección de Deportes del Estado.
Bajo el segundo gobierno del presidente Carlos Ibáñez del Campo, el 16 de junio de 1958, fue nombrado como titular del Ministerio de Agricultura, puesto que ocupó hasta el final de la administración el 3 de noviembre de ese año.
Por otra parte, fue socio del Automóvil Club, de la Sociedad de Odontológica de Chile y de la Sociedad de Biología Estomatológica.  Falleció en Santiago en 1983.